# 한식진흥원
한식진흥원(韓食振興院, Korean Food Promotion Institute)은 한식의 진흥 및 한식문화의 국내외 확산을 통하여 농림축산식품산업, 외식산업, 문화관광산업 등 관련 산업의 발전과 국가 이미지 향상에 기여함을 목적으로 2010년 3월 2일 설립된 농림축산식품부 소관의 기타 공공기관이다. 사무실은 서울특별시 종로구 북촌로 18 (재동 53-5)에 있다.

## 설립 근거
- 한식진흥법
- 식품산업진흥법[1]

## 연혁
- 2010년 3월 2일 : 한식재단 출범
- 2012년 5월 11일 : 한식세계화사업 추진기관 지정
- 2015년 1월 29일 : 농림축산식품부 산하 기타 공공기관 지정
- 2017년 10월 31일 : 기관명칭 변경(한식재단→(재)한식진흥원)
- 2018년 4월 3일 : 제5대 이사장 선재 스님 취임
- 2018년 8월 2일 : 한식진흥법안 의결('18.8.2) 및 공포('18.8.27)
- 2021년 8월 6일 : 제6대 임경숙 이사장 취임
- 2024년 10월 31일 : 제7대 이규민 이사장 취임

## 조직

#### 사무국
- 이사장
- 사무총장

#### 경영기획실
- 미래사업추진팀
- ESG전략팀
- 경영지원팀
- 정보기술팀
- 한식문화공간운영팀

#### 한식진흥실
- 한식확산기획팀
- 한식확산홍보팀
- 한식교육연구팀
- 미식콘텐츠팀

#### 검사역
- 검사역

## 주요 기능 및 역할
- 한식 및 한식문화 육성·체험·보급·업무
- 한식진흥을 위한 국제교류, 국·내외 시장조사·정보제공, 통계·정보체계 구축 및 한식 관련 인증·컨설팅 업무
- 한식진흥을 위한 전문인력 양성 및 교육기관 지원 업무
- 한식관련 국내·외 민간단체, 한식당 및 한식·외식기업 지원업무
- 기타 한식진흥 및 한식문화 보급 확산을 위해 필요한 업무